# Џевад Прекази
Џевад Прекази (алб. Xhevat Prekazi; Титова Митровица, 18. август 1957) југословенски је бивши фудбалер. Бивши је играч ФК Партизана, млади и олимпијски репрезентативац Југославије. Играо је фудбал у периоду од 1976. до 1993. године.

## Фудбалски почеци
Џевад Прекази је своју фудбалску каријеру започео у ФК Ремонт из Титове Митровице. Веома брзо је примећен његов таленат и, након неколико одиграних утакмица за младу репрезентацију Југославије, прелази у Партизан 1974. године. По преласку у Партизан, Прекази игра две године у подмлатку и 1976. почиње да игра у првом тиму Партизана.

## Партизан
Одмах по преласку у први тим Партизана, Џевад Прекази заједно са осталим првотимцима добија новог тренера. Први тим Партизана, у сезони 1977-78, преузима Анте Младинић, док му је помоћник Зоран Миладиновић. Амбиције Младинића су биле да створи добар тим који ће да се, не само бори за титулу шампиона државе, већ и да се равноправно бори на интернационалном плану са реномираним европским тимовима.
Јесењи део сезоне Партизан је завршио на првом месту са 29 бодова, само са једним поразом (у Мостару) и два нерешена сусрета. Пролећни део је био још успешнији за Партизан и Преказија. Партизан завршава првенство као шампион државе са освојених 54 бодова и ниједном изгубљеном утакмицом у пролећном делу. Прекази је одиграо 22 првенствене утакмице и дао је два гола. Те сезоне просек гледалаца је износио 27.000 по утакмици.
Прекази је у Партизану провео осам година и учествовао у освајању три шампионске титуле, и то у сезонама 1975/76, 1977/78 и 1982/83. А такође, под вођством Младинића, Партизан је 1978. године освојио Митропа куп.

## Хајдук
После одласка Младинића из Партизана, кормило је преузео Флоријан Матекало. Џевад Прекази је отишао на одслужење војног рока и по изласку из армије у децембру 1983. године Прекази одлази из Партизана и прелази у сплитски Хајдук, где му је тренер опет Младинић.
У новом клубу Прекази проводи годину и по дана, и те сезоне 1984, са Хајдуком осваја југословенски куп и стиже до полуфинала УЕФА Купа, где губи од Тотенхема. У Сплиту су победили са 2:1 а у Лондону изгубили са 1:0 и због гола у гостима су испали из даљњег такмичења. Тотенхем је те године био победник купа.

## Америка
После Хајдука, Прекази на кратко, шест месеци, одлази у Америку и игра мали фудбал. Играо је у Балтимор Бласту из Балтимора, под именом Џеф Прекази (енгл. Jeff Prekazi). У екипи Балтимора су још били бивши играчи Звезде Срба Стаменковић и Партизана Решад Куновац. Екипа је догурала до финала, али није успела да освоји титулу. Тих година мали фудбал (indoor soccer) је у Америци био популарнији од регуларног фудбала.

## Галатасарај и крај играчке каријере
После повратка из Америке, на позив Зорана Симовића, који је већ био голман ФК Галатасараја, Прекази одлази у Турску и потписује за Галатасарај. У Галатасарају Прекази је провео седам година. За то време је освојио две титуле шампиона Турске и један куп.
Галатасарај је напустио 1992. године и прешао у Алтај из Измира, где је играо једну полусезону а затим прелази у ФК Бакиркојспор из Истанбула, где се задржава једну сезону, када и прекида играчку каријеру и 1993. године одлази из Турске и враћа се у Београд, у тадашњу Југославију.
После повратка из Турске, још годину дана проводи на фудбалском терену, где игра за нижеразредни Трудбеник, и са 38 година качи копачке о клин и прелази у тренере почевши у ОФК Београд са генерацијом рођеном 1999. године.

## Приватни живот
Иако рођен од родитеља косовских Албанаца, Прекази се изјашњава као Југословен. Поред српског, има и турско држављанство. Његов старији брат Љуан је такође играо за Партизан.
Био је кандидат на изборима 1993. на листи Савеза комуниста — Покрета за Југославију „Удружена левица”.
Једна улица у Истанбулу носи његово име, а проглашен је и за најбољег странца у историји Галатасараја. Живи у Београду.